# Ha entrado un ladrón (película de 1949)
Ha entrado un ladrón es una película española de comedia de 1949, dirigida por Ricardo Gascón y protagonizada en los papeles principales por Roberto Font y Margarete Genske.
Está basada en la novela homónima del escritor español Wenceslao Fernández Flórez publicada en 1920.

## Sinopsis
Jacinto es un hombre corriente y pusilánime que está enamorado de la hermosa Natalia. Debido a un malentendido se convierte para ella en un héroe valiente y osado. A partir de ahí, Jacinto se verá obligado a ser consecuente con la falsa imagen que ha hecho variar de opinión a Natalia.

## Reparto
- Roberto Font como Jacinto Remesal
- Margarete Genske como Natalia
- Arturo Cámara como Padilla
- Juny Orly como Leticia
- Modesto Cid como Tío de Jacinto
- Pablo Bofill como	Picos
- Pepita Fornés como	Mujer de Picos
- María Victoria Durá como Pilar
- Antonia Manau como Hermana de Jacinto
- Pedro Mascaró
- Pilar Rivol como Andrea
- José Soler como Portero
- Antonio Bofarull como	Don Miguel
- Félix de Pomés como Moliner
- Osvaldo Genazzani como Ricardo
- Manuel Santigosa como Jefe de Padilla